# Науседа, Гитанас
Гита́нас Наусе́да (лит. Gitanas Nausėda), по советским документам Гитанас Антанович Науседа (род. 19 мая 1964, Клайпеда, Литовская ССР, СССР) — литовский государственный и политический деятель, экономист. Президент Литовской Республики с 12 июля 2019 года.

## Биография
Родился 19 мая 1964 года в городе Клайпеда, Литовская ССР. С 1970 по 1981 год учился в 5-й средней школе в Клайпеде, с 1971 года учился в Клайпедской музыкальной школе, пел в хоре мальчиков «Gintarėlis». В 1981 году после провала экзамена по математике работал санитаром на складе лекарств в Клайпеде. В 1982 году поступил на факультет экономики промышленности Вильнюсского университета.
После окончания обучения в 1987 году работал преподавателем экономического факультета ВУ. В 1988 году вступил в КПСС. В 1990 году отправился в Мангеймский университет в Германии, чтобы продолжить свою научную работу по программе DAAD. С 2009 года Ассоциированный профессор Международной бизнес-школы ВУ.
Писал статьи для «Lietuvos rytas».
В 1994—1996 годах Заместитель начальника отдела методологии и анализа Департамента надзора за коммерческими банками Банка Литвы. В 1996—2000 годах Директор Департамента денежно-кредитной политики Банка Литвы. В 1998—2000 годах — Член правления Банка Литвы. С 2000 по 2008 год Советник председателя правления «Vilniaus bankas».
С 2009 года — доцент Международной школы бизнеса Вильнюсского университета.
В дополнение к родному литовскому языку Гитанас Науседа владеет английским, немецким и русским языками, может читать на украинском языке.

### Политическая карьера
В июне 1988 года стал членом КПСС, но не указал это, когда баллотировался на пост главы государства в 2019 году. В то же время после начала деятельности Саюдиса прекратил любую деятельность в КПСС.
В 2004 году поддержал избирательную кампанию бывшего президента Литвы Валдаса Адамкуса.
17 сентября 2018 года Гитанас Науседа объявил о своей кандидатуре на президентские выборы в Литве в 2019 году.
В первом туре президентских выборов 2019 года занял второе место, набрав 30,95 % голосов. 26 мая 2019 года во втором туре президентских выборов победил Ингриду Шимоните, набрав 65,86 % голосов.
На президентских выборах 2024 года в первом туре получил 44,30 % голосов избирателей, а во втором — 75,58 % голосов избирателей.

## Президентство
Гитанас Науседа вступил в должность 12 июля 2019 года.
16 июля 2019 года совершил первый иностранный визит в Польшу к Президенту Польши Анджею Дуде.

### Вторжение России на Украину

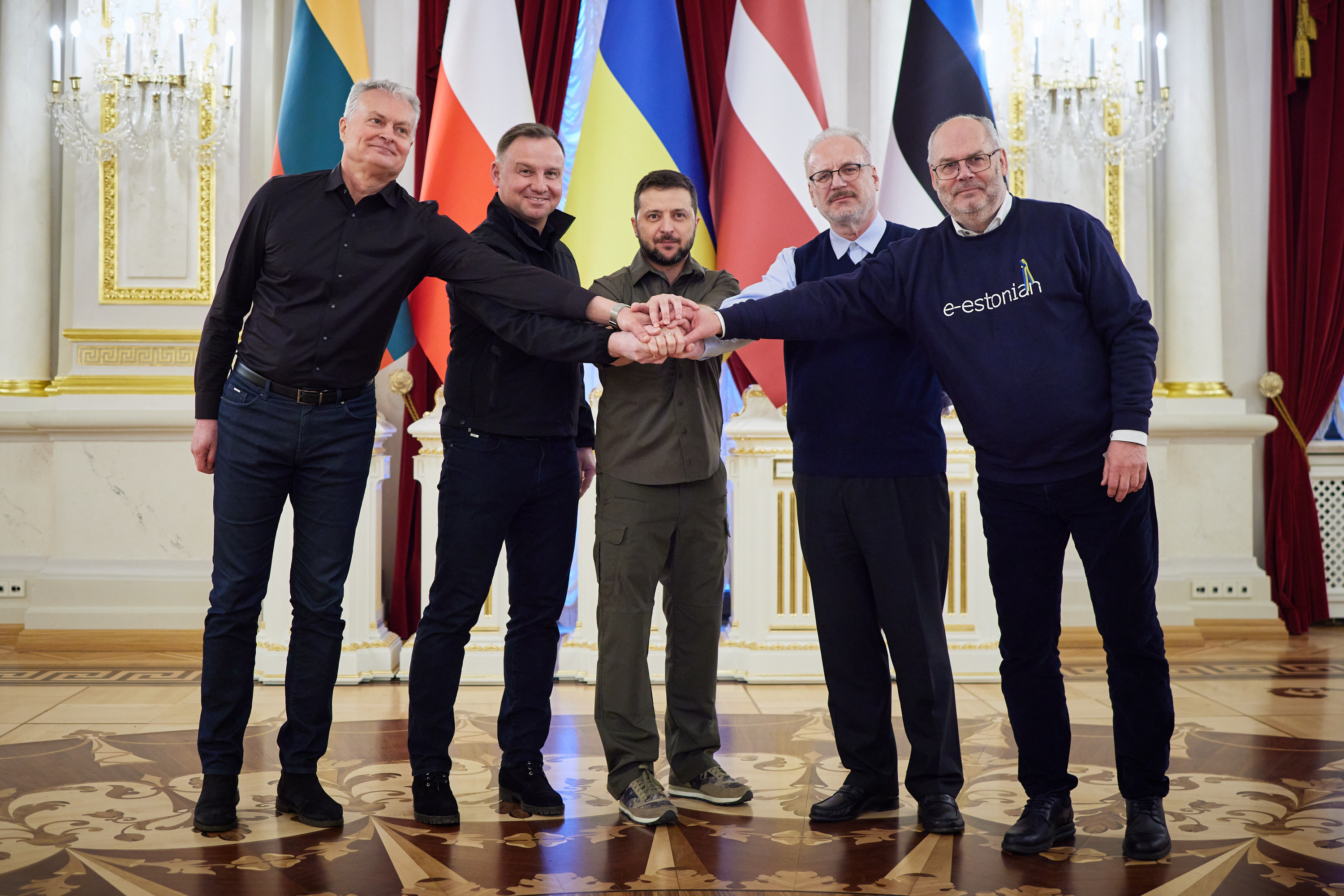
Гитанас Науседа, Анджей Дуда, Владимир Зеленский, Эгилс Левитс и Алар Карис на встрече в Киеве, 13 апреля 2022 года.

24 февраля 2022 года на русском языке записал видеообращение к гражданам России, призвав их к протесту против российского вторжения на Украину.
Трижды посещал Украину во время войны. 13 апреля 2022 года вместе с президентами Польши, Латвии и Эстонии прибыл в Киев для встречи с президентом Украины Владимиром Зеленским. Президенты посетили посёлок Бородянка в Киевской области.
Второй визит был 28 июля 2022 года в День украинской государственности. В ходе визита провел переговоры с Владимиром Зеленским и выступил в Верховной Раде. Во время выступления Науседа вручил президенту Украины Владимиру Зеленскому высшую награду Литвы — Орден Витаутаса Великого. Президент Литвы заявил, что эта награда принадлежит Зеленскому и всему украинскому народу.
В августе 2022 года Науседа посетил Берлин и призвал Ангелу Меркель ввести санкции против России.
Третий визит на Украину был 11 января 2023 года. Науседа приехал во Львов вместе с президентом Польши для участия во встрече в формате Люблинского треугольника.

## Семья
- Отец — Антанас Науседа (1929—2022), инженер, главный энергетик Клайпедского целлюлозного комбината[лит.].
- Мать — Она Стасе Науседене (1932—2014), учитель физики и математики.
- Сестра — Вилия Науседайте (род. 1959), экономист.
- Жена (с 1990 года) — Диана Науседене (род.1964), инженер-техник.
  - Дочери — Гедайле, Угне[6].

## Хобби
Шахматы, чтение книг, спорт, гитара. С 1997 года собирает коллекцию антикварных книг.

## Награды
- Орден Витаутаса Великого на цепи (12 июля 2019).
- Орден князя Ярослава Мудрого I степени (23 августа 2021, Украина) — за выдающийся личный вклад в укрепление украинско-литовского межгосударственного сотрудничества, поддержку независимости и территориальной целостности Украины[8].
- Медаль Балтийской ассамблеи (4 ноября 2021)[9].
- Большой крест ордена Леопольда I (24 октября 2022, Бельгия).
- Цепь ордена Звезды Румынии (2022, Румыния).
- Орден Белого орла (2023, Польша).
- Особая степень Большого креста ордена «За заслуги перед Федеративной Республикой Германия» (2025, Германия)[10].